# Super Cars
Super Cars è un simulatore di guida con visuale dall'alto, stilisticamente influenzato da Super Sprint, prodotto dalla Gremlin Interactive, che in seguito produrrà la serie di videogiochi Lotus.
Nel videogioco ci sono nove piste con quattro livelli di difficoltà per ognuno, che possono essere utilizzate in qualsiasi ordine (benché l'ultima pista che il giocatore sceglie viene resa appositamente più difficoltosa). In ogni gara, il giocatore guadagna dei soldi che possono essere utilizzati per potenziare e personalizzare la propria vettura, con la possibilità di dotarla con vari armamenti. Per andare avanti nel gioco, il giocatore deve classificarsi ad ogni gare nelle prime tre posizioni. Nelle prime gare ci sono soltanto quattro sfidanti controllati dal computer, che col progredire del gioco aumentano gradualmente.